# Catskill Mountains

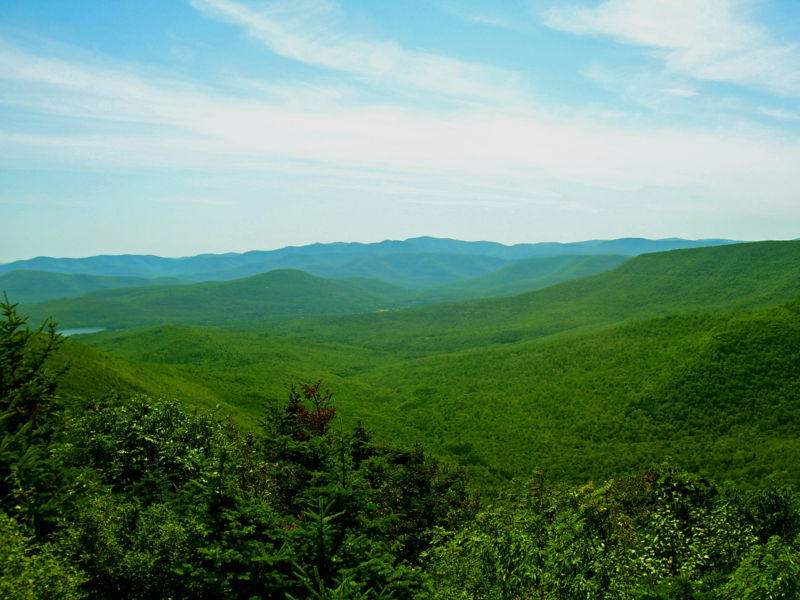
Slide Mountain i els pics del voltant vistes des de la Twin Mountain al nord de les Catskill

Les Catskill Mountains són una àrea natural de l'estat de Nova York, situades al nord de la ciutat de Nova York, al sud d'Albany i a l'oest del riu Hudson. Malgrat el seu nom, les Catskill Mountains no són muntanyes en el sentit geològic del terme, sinó més aviat un altiplà erosionat (altiplà disseccionat): altiplans i turons que han sofert una erosió intensa.
Són la continuació cap a l'est, així com els cims més alts, de l'altiplà d'Allegheny. Són de vegades considerades com una part de la serralada dels Apalatxes tot i que les dues serralades no estan geològicament lligades. Les Catskills són a l'oest del Riu Hudson i travessen sis comtats: l'Otsego, Delaware, el Sullivan, el Schoharie, el Greene i l'Ulster.

## Geografia
A l'est de la serralada, les muntanyes neixen amb el Catskill Escarpment que s'aixeca sobre la Vall del Hudson. A l'oest, el límit de les muntanyes és molt menys clar, ja que les elevacions són cada vegada més petites i s'escampen sobre l'altiplà d'Allegheny.

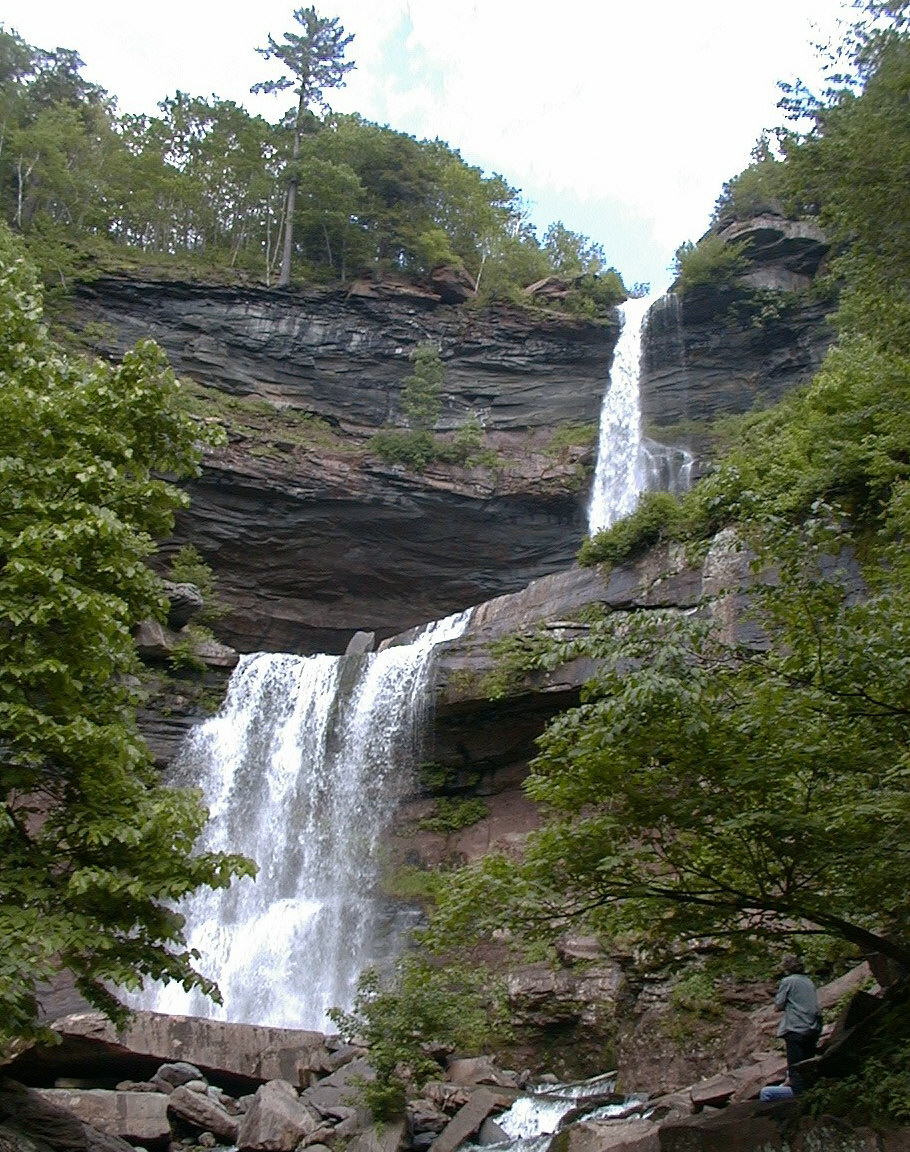
Salt d'aigua a Spruce Creek

Els Poconos, que es troben al nord-est de Pennsilvània, són sovint considerats com una continuació de les Catskills sota un altre nom. Hi ha més de trenta cims d'almenys 1000 msnm als Catskills, que són igualment travessats per sis rius diferents. El cim més alt, la Slide Mountain, fa 1274 msnm i es troba al comtat d'Ulster.
Dins de la serralada muntanyosa se situa el Catskill Park, que forma part dels boscos protegits de l'Estat de Nova York. La terra no és completament propietat privada. El parc i la reserva es troben la major part al comtat d'Ulster. El comtat de Greene en posseeix també una part, així com els comtats de Sullivan i Delaware.

## Història
Les Catskills són el lloc de llegendes tradicionals que es remunten a les tribus índies i als primers colons. Washington Irving hi situa la seva història de Rip Van Winkle, en relació amb el navegant Henry Hudson.
Les Catskills són una destinació de vacances tradicional, amb càmpings d'estiu. Durant la primera part del segle xx, nombrosos grups ètnics com els alemanys i els jueus hi van muntar negocis (hotels d'estiu, càmpings) a Shawangunk Ridge, al sud dels Catskills, prop de la ciutat de New Paltz. Sent el nom Shawangunk difícil de pronunciar, van adoptar el de Catskills, i els hotels es van unir i van prendre el nom de Borscht Belt, una cadena d'hotels jueva (d'on l'altre nom atorgat als Catskills, el dels Alps Jueus). Foren el lloc d'inici de les carreres de nombrosos artistes i músics. Entretant, les actuals i veritables Catskills continuaven prosperant gràcies als seus hotels i allotjaments tradicionals. Els Catskills eren també la «casa d'estiu» de milers de nens que hi venien a passar les seves colònies (en anglès Camps), els més coneguts dels quals eren els Camp Ma-Ho-Ge i Camp Diana-Damalqua.